# 裴之高
裴之高（はい しこう、480年 - 552年）は、南朝梁の軍人。字は如山。本貫は河東郡聞喜県。

## 経歴
梁の中散大夫の裴髦（裴邃の兄）の子として生まれた。州従事・新都県令・奉朝請を初任とし、参軍に転じた。叔父の裴邃の征戦に従い、たびたび功績を立てたため、裴邃に器量を重んじられて、軍政を委ねられるようになった。普通5年（525年）、寿陽の戦いの軍中で裴邃が死没すると、之高は夏侯夔の下で寿陽を攻め落とした。そのまま平北豫章長史・梁郡太守に任じられ、都城県男に封じられた。
北魏の汝陰県が帰順してくると、之高はこれの応接にあたり、仮節・飆勇将軍・潁州刺史に任じられた。士民が夜間に反乱を起こし、城壁を越えて侵入してくると、之高は家僮を率いて奮戦し、反乱兵を撃退した。父の裴髦が死去したため、建康に帰って喪に服した。光遠将軍として再起し、陰陵の反乱兵を攻撃してこれを平定し、譙州刺史となった。建康に召還されて左軍将軍となり、南譙郡太守・監北徐州として出向し、員外散騎常侍の位を受けた。ほどなく雄信将軍・西豫州刺史に任じられた。
太清2年（548年）、侯景の乱が起こると、之高は兵を率いて建康救援に入り、鄱陽嗣王蕭範の命により総督江右援軍諸軍事をつとめ、張公洲に駐屯した。柳仲礼が横江に達すると、之高は船舸200隻あまりを派遣して柳仲礼を迎え、韋粲らと青塘で合流して陣営を立て、建興苑に拠った。太清3年（549年）、台城が陥落すると、之高は合肥に帰った。
大宝元年（550年）、鄱陽王蕭範とともに西上し、新蔡にいたったが、1万の兵を率いて去就を定めかねていた。湘東王蕭繹が蕭慧正を派遣して之高を招き、侍中・護軍将軍とした。江陵に到着すると、蕭繹の承制により特進・金紫光禄大夫の位を受けた。承聖元年（552年）、死去した。享年は73。侍中・儀同三司の位を追贈された。諡は恭といった。
子の裴畿は、太子右衛率・雋州刺史を歴任し、西魏が江陵を陥落させたときに戦死した。

## 伝記資料
- 『梁書』巻28 列伝第22
- 『南史』巻58 列伝第48